# Orne (département)
Pour les articles homonymes, voir Orne.
L'Orne (/ɔʁn/) est un département français de la région Normandie, ainsi nommé d'après le fleuve qui y prend sa source. L'Insee et La Poste lui attribuent le code 61. Sa préfecture est Alençon.

## Géographie

La majeure partie de l'Orne appartient à la Normandie, sauf sa pointe sud-est qui fait historiquement partie du Perche.

L'Orne est majoritairement issue de l'ancienne province de Normandie ; sa partie sud-est fait cependant partie du Perche.

### Situation et limites
L'Orne est un département du nord-ouest de la France, situé entre Paris et la Bretagne, dans le Grand Ouest. Il constitue la partie sud de la région Normandie et forme la partie méridionale de l'ancienne province de Normandie. C'est le seul des cinq départements normands à ne pas avoir un accès à la mer.
Il est délimité par :
- le Calvados au nord, la Manche à l'ouest et l'Eure au nord-est, trois des cinq départements normands ;
- l'Eure-et-Loir au sud-est, appartenant à la région Centre-Val de Loire ;
- la Mayenne et la Sarthe au sud, deux départements des Pays de la Loire formant historiquement l'ancienne province du Maine.

### Régions naturelles

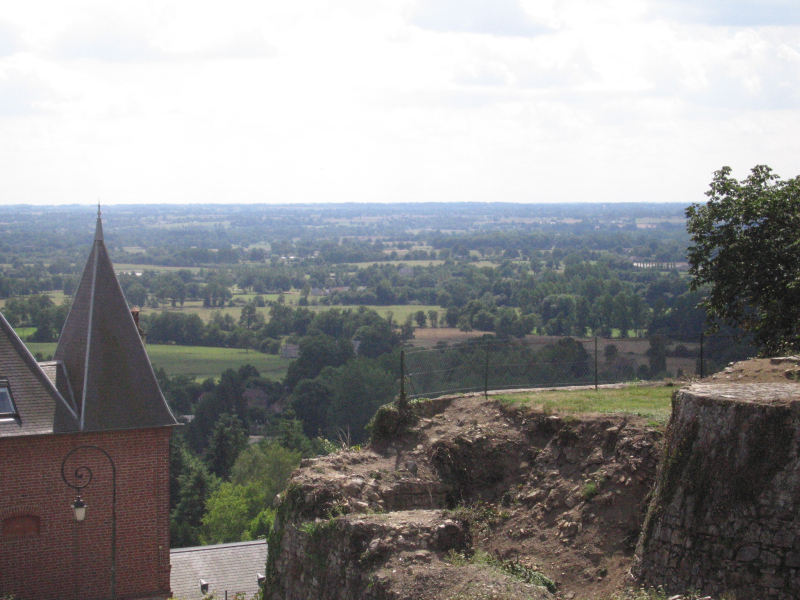
Paysage du Domfrontais, dans le Bocage normand.

- L'Ouest du département fait partie du Bocage normand et est donc appelé « Bocage ornais » ou, localement, simplement « Bocage ». Le sud du Bocage ornais est marqué par les reliefs des collines de Normandie. Les pays le composant sont :
  - le Domfrontais ou Passais, autour de Domfront ;
  - le pays d'Andaine, autour de La Ferté Macé et Bagnoles-de-l'Orne, tirant son nom de la forêt d'Andaine ;
  - le pays d'Houlme, autour de Briouze et Putanges-Pont-Écrepin ;
  - le bocage flérien, autour de Flers ;
  - la Suisse normande, à cheval sur le Calvados et l'Orne, région montueuse de la vallée de l'Orne.
- Le centre-nord du département laisse place à la plaine de Normandie, qui sépare les parties bocagères de l'ouest et de l'est. Cette plaine céréalière s'étend selon un axe nord-ouest/sud-est depuis le littoral (plaine de Caen) jusqu'aux confins du Perche (région naturelle). Dans sa partie ornaise, la plaine de Normandie est constituée par la plaine d'Argentan, autour d'Argentan jusqu'à Sées. Géologiquement, la plaine de Normandie sépare le Massif armoricain à l'ouest du Bassin parisien à l'est.
- Le centre-sud du département forme la campagne d'Alençon, dont les collines de Normandie forment le relief accidenté de l'est du Massif armoricain. Le Signal d'Écouves, point culminant de Normandie à 413 m, se situe dans cette région, dans la forêt d'Écouves, au nord d'Alençon. Les Alpes mancelles, situées au sud-ouest d'Alençon, sont une région escarpée par la Sarthe, comme la Suisse normande est escarpée par l'Orne.
- Le centre-nord-est du département est formée par le sud du pays d'Auge, région bocagère et archétypique de la Normandie, s'étendant sur l'est du Calvados, le centre-nord-est de l'Orne et l'ouest de l'Eure. Les principales communes sont Vimoutiers, Gacé, Trun. Le village de Camembert, ou encore le Haras national du Pin, lieux touristiques, se situent dans le pays d'Auge ornais.
- Le Nord-Est est formé par le pays d'Ouche qui s'étale sur les départements de l'Eure et de l'Orne. L'Aigle est la ville-centre du pays d'Ouche ornais.
- Enfin, dans l'Est et dans le Sud-Est, le département est formé par le Perche (région naturelle), qui historiquement n'appartient pas à la Normandie. Le paysage est accidenté par les collines du Perche. Mortagne-au-Perche et Bellême sont les deux principales villes du Perche ornais.

Deux parcs naturels régionaux contribuent largement à la valorisation du patrimoine naturel et à l'activité touristique du département :
- le parc naturel régional Normandie-Maine, dans le Sud et le Sud-Ouest du département, s'étend également sur les départements de la Manche, de la Mayenne et de la Sarthe ;
- le parc naturel régional du Perche, dans le Sud-Est du département, déborde sur l'Eure-et-Loir.

### Reliefs et géologie
L'Orne est un département vallonné, excepté au niveau de la plaine d'Argentan. Le Sud-Ouest du département est formé par les collines de Normandie (appartenant au Massif armoricain), le Sud-Est par les collines du Perche. L'Est du département fait partie du Bassin parisien.
Deux régions particulières, la Suisse normande et les Alpes mancelles, sont particulièrement touristiques en raison de leurs reliefs pittoresques respectivement formés par l'Orne et la Sarthe.
Le point culminant de l'Orne est le Signal d'Écouves (413 m), c'est également le point culminant de Normandie. Il est situé dans la forêt d'Écouves, au nord d'Alençon. La butte Chaumont (378 m) est un autre sommet de la forêt d'Écouves.

Paysages de l'Orne :
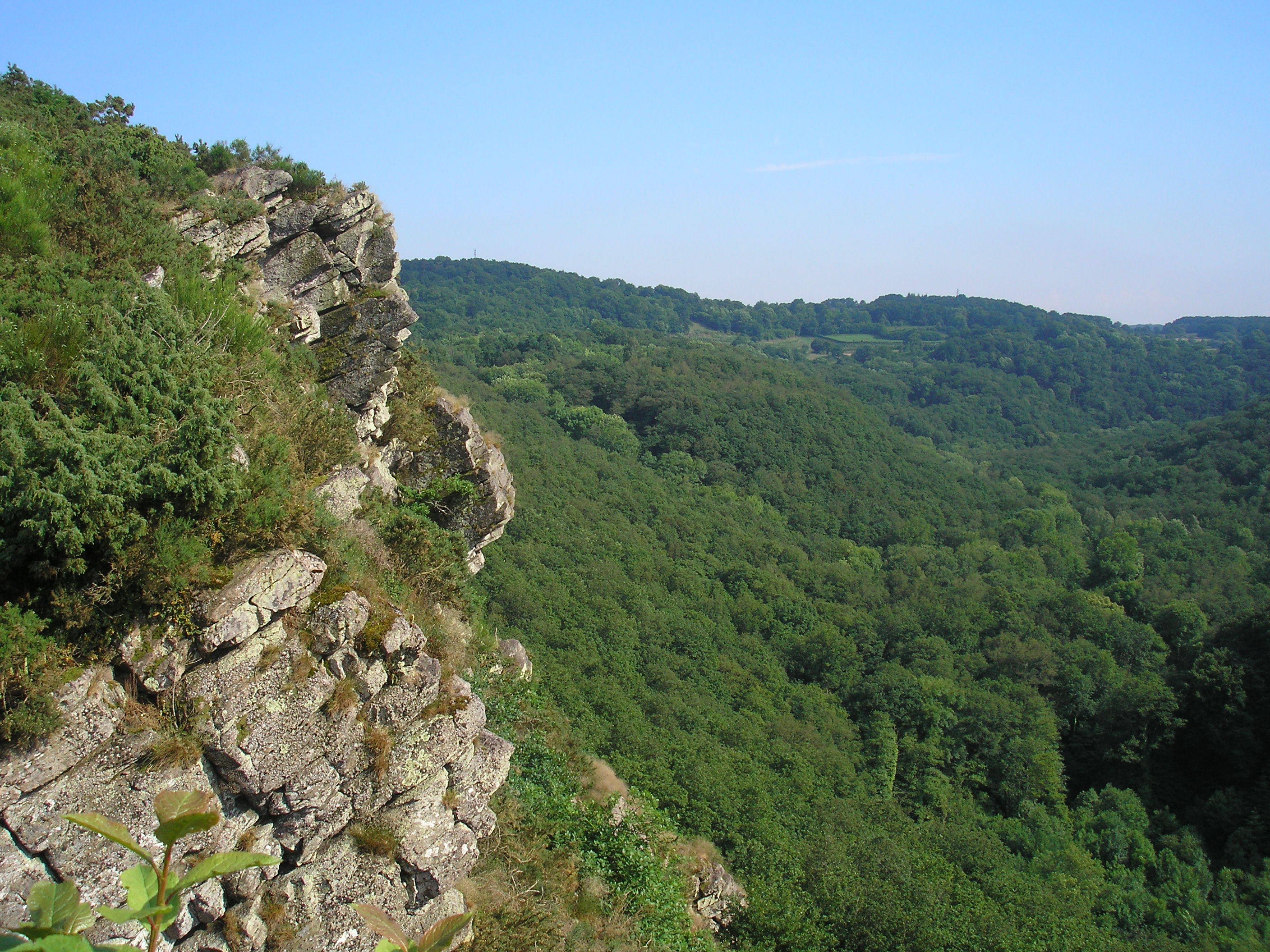
La Roche d'Oëtre est un des lieux les plus touristiques de la Suisse normande, dans le nord-ouest.
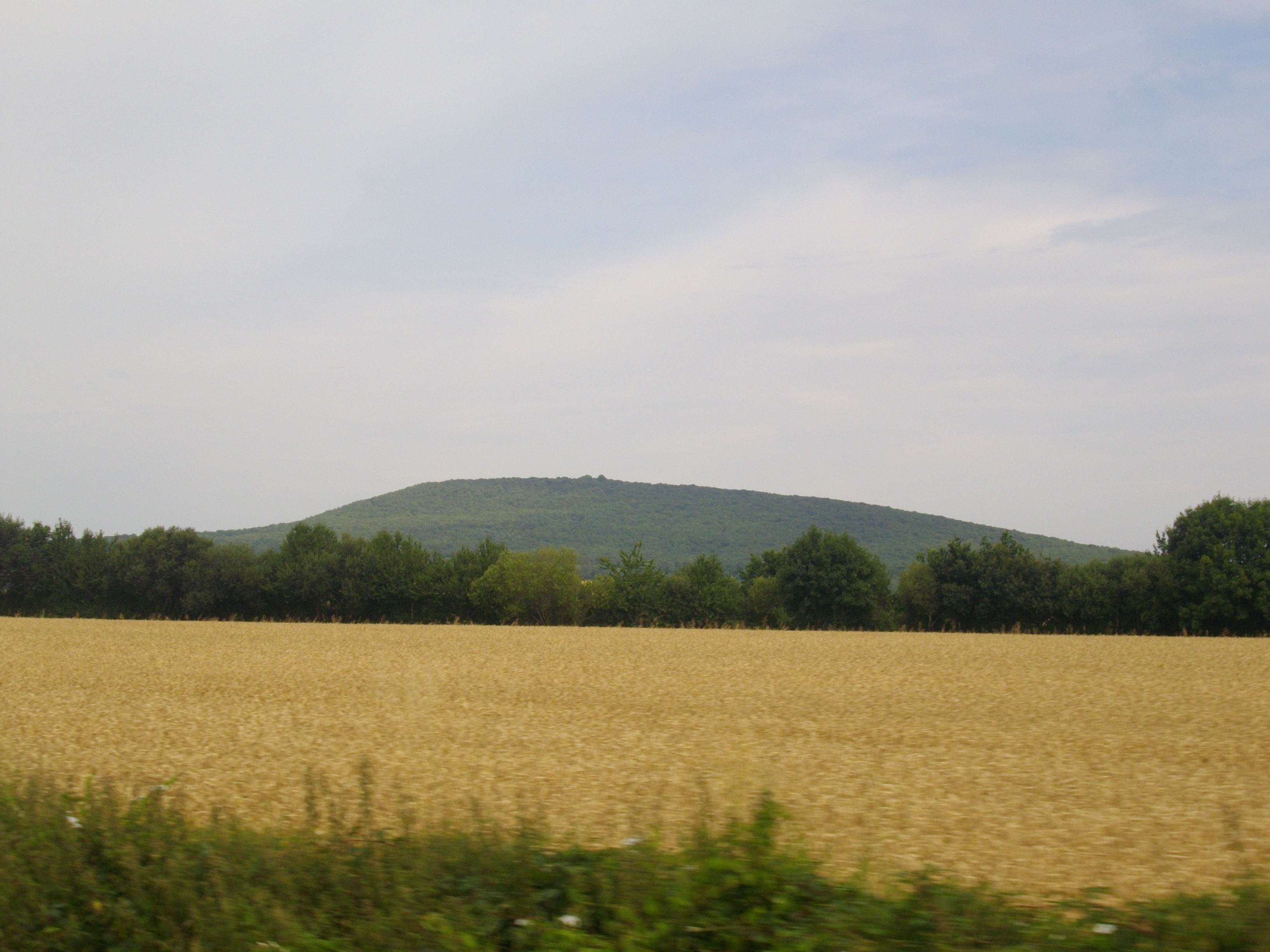
La butte Chaumont, dans le sud.
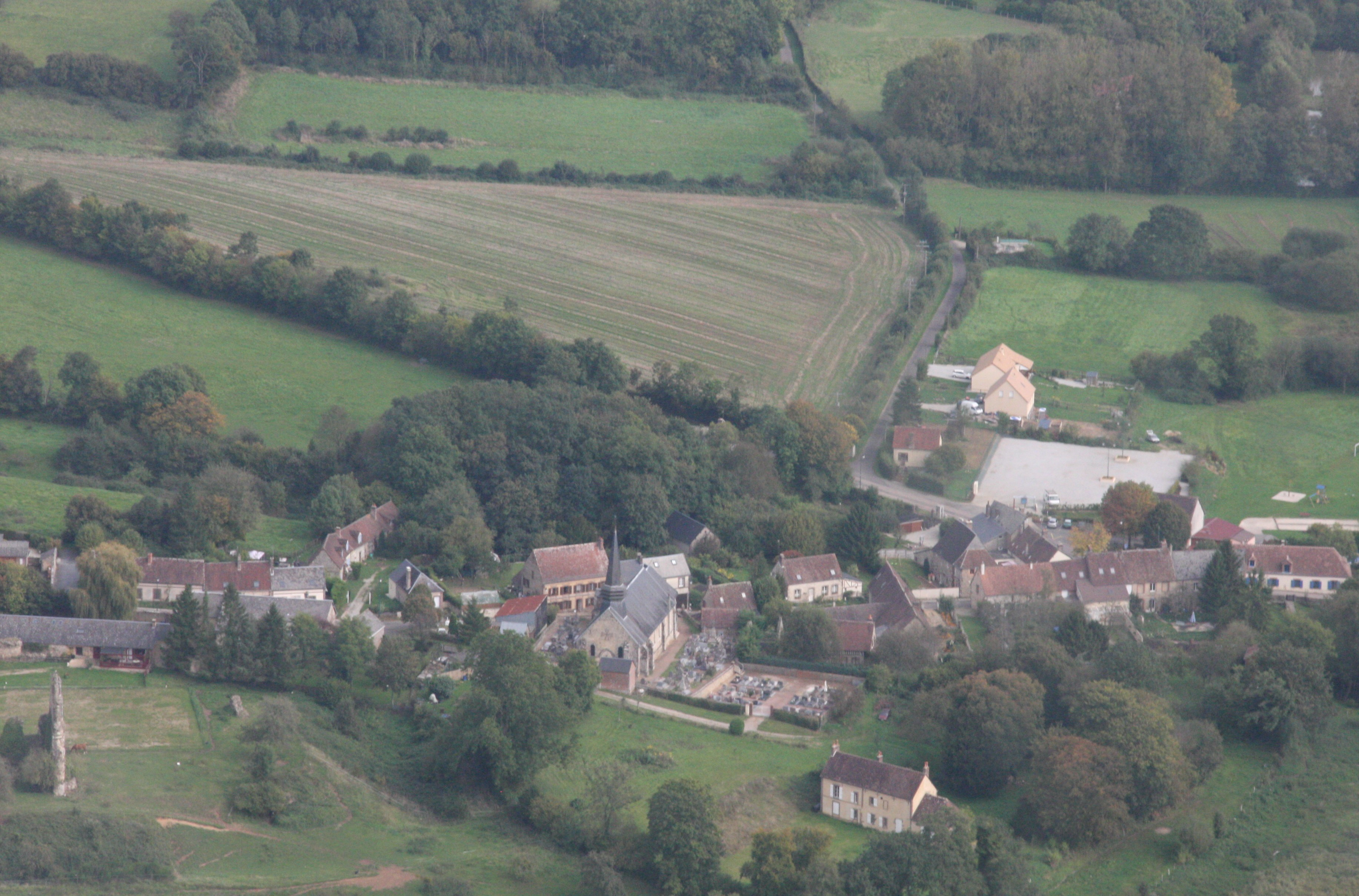
Bonsmoulins, dans l'est.

### Climat
Le climat ornais est de type océanique avec été tempéré classés Cfb dans la classification de Köppen et Geiger, l'Orne étant est un département français de la région Normandie près de la côte de l'océan Atlantique.
| Mois                              | jan. | fév. | mars  | avril | mai   | juin  | jui.  | août  | sep.  | oct.  | nov. | déc. | année   |
| --------------------------------- | ---- | ---- | ----- | ----- | ----- | ----- | ----- | ----- | ----- | ----- | ---- | ---- | ------- |
| Température minimale moyenne (°C) | 0,9  | 1,2  | 2,6   | 4,4   | 7,5   | 10,4  | 12,2  | 11,8  | 9,8   | 7     | 3,5  | 1,7  | 6,1     |
| Température moyenne (°C)          | 3,6  | 4,4  | 6,7   | 9,1   | 12,5  | 15,7  | 17,7  | 17,4  | 15,2  | 11,5  | 6,9  | 4,4  | 10,4    |
| Température maximale moyenne (°C) | 6,4  | 7,6  | 10,8  | 13,8  | 17,5  | 21    | 23,3  | 23,1  | 20,6  | 16    | 10,2 | 7,1  | 14,8    |
| Ensoleillement (h)                | 53,7 | 77,8 | 129,7 | 167,7 | 195,2 | 212,6 | 230,6 | 205,8 | 166,8 | 117,3 | 71,8 | 50,6 | 1 679,6 |
| Précipitations (mm)               | 73,8 | 64,1 | 64,7  | 50,2  | 64,8  | 49,2  | 46,1  | 41,4  | 59,1  | 69,8  | 77   | 74,9 | 735,2   |

### Forêts

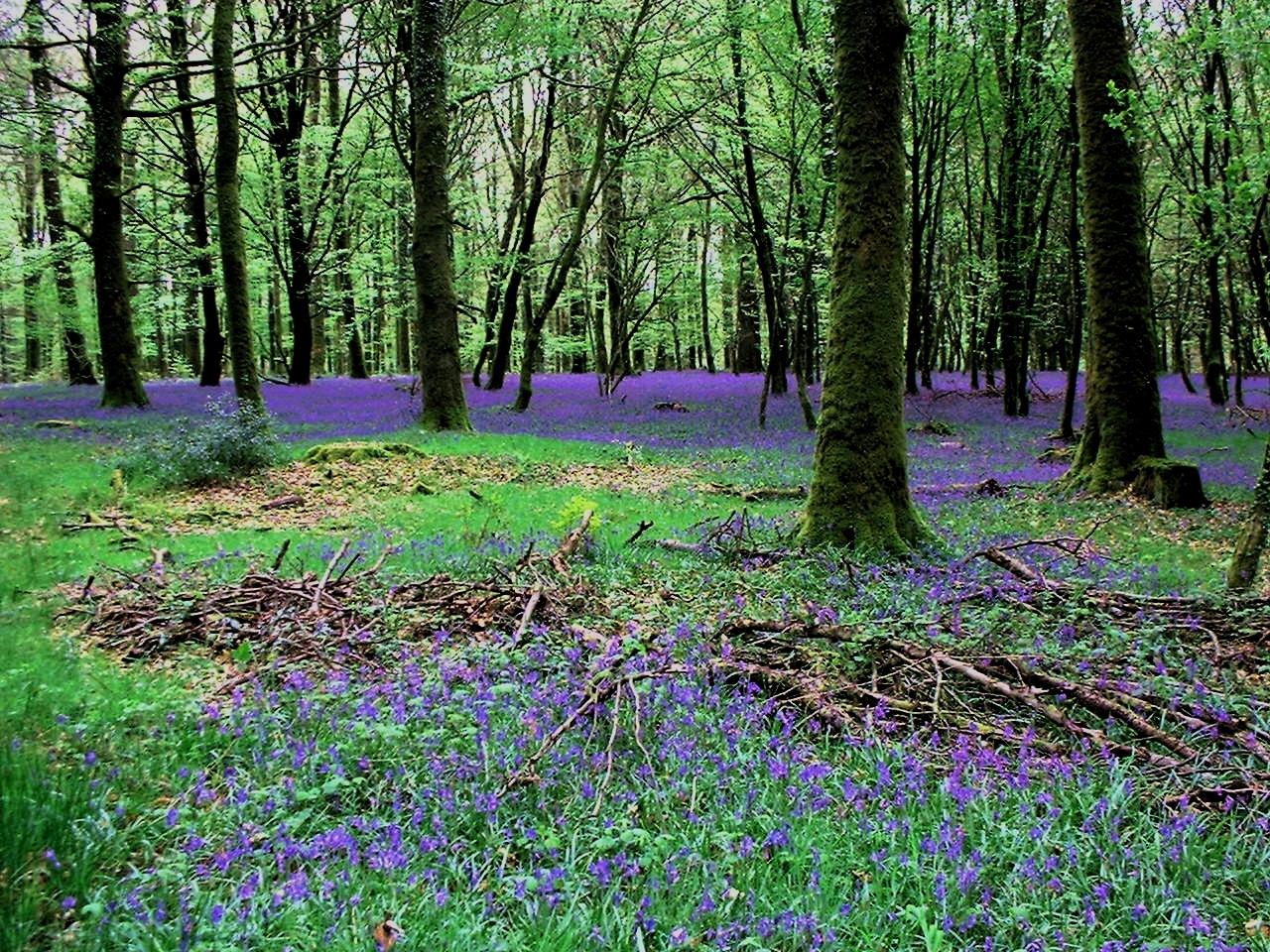
La forêt d'Andaine à Bagnoles-de-l'Orne.

L'Orne compte 87 000 ha de forêts et 17 600 ha de haies et bosquets. Le taux de boisement est de l'ordre de 17 %.
Les forêts ornaises sont majoritairement plantées de feuillus, approximativement 75 %, contre 25 % de conifères. Environ deux tiers de la forêt ornaise est privée, le reste appartenant à l'État ou géré par l'Office national des forêts.
Les principales forêts du département sont :
- la forêt d'Andaine, au sud-ouest,
- la forêt d'Écouves, au centre-sud,
- la forêt de Gouffern, au nord,
- la forêt de Saint-Évroult, au nord-est,
- la forêt de Moulins-Bonsmoulins, à l'est,
- la forêt du Perche, à l'est,
- la forêt de Longny, à l'est,
- la forêt de Réno-Valdieu, à l'est,
- la forêt de Bellême, au sud-est.

### Hydrographie

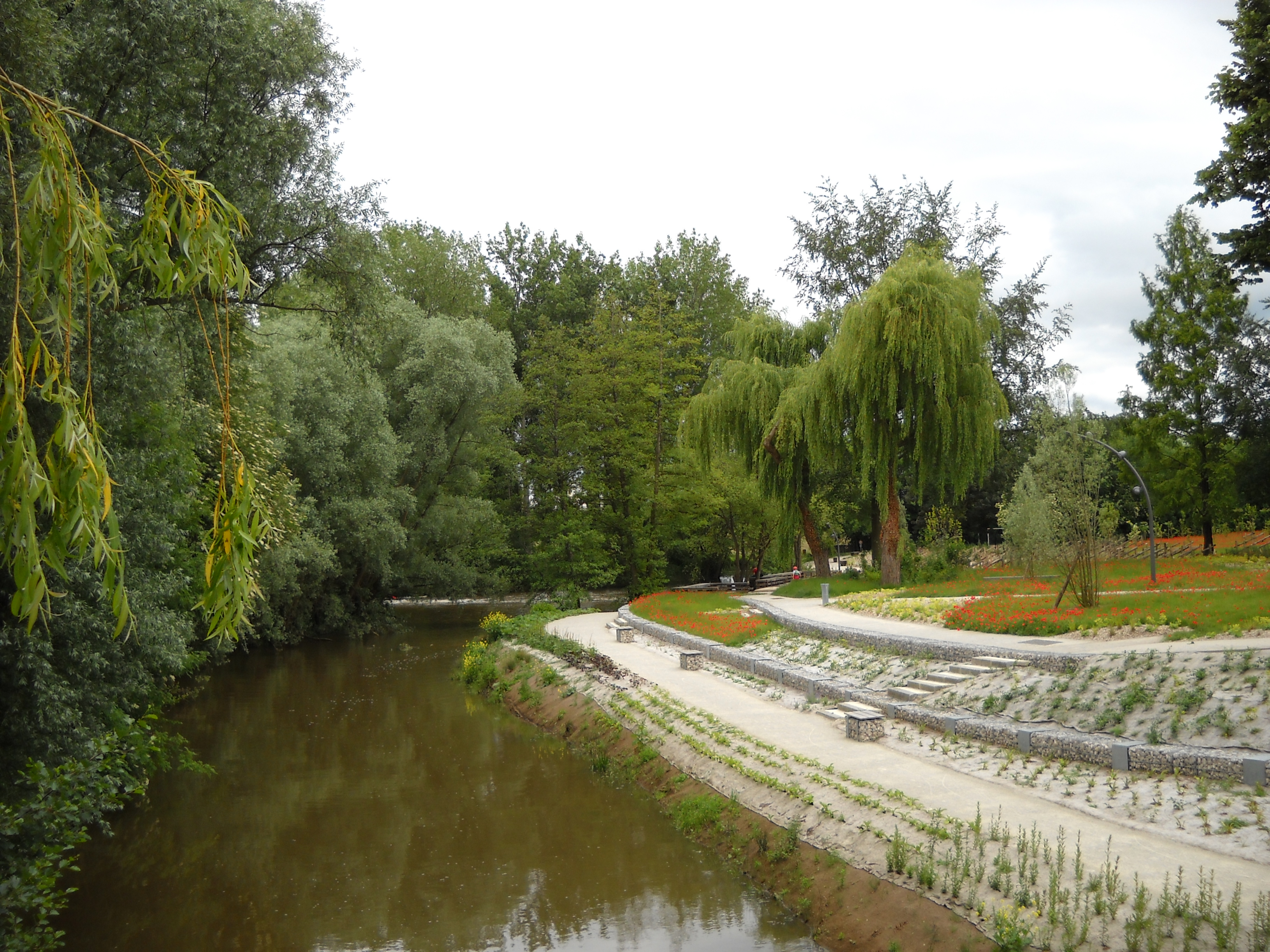
L'Orne à Argentan.

Le département est traversé par la ligne de partage des eaux séparant le bassin de l'Atlantique au sud, et le bassin de la Manche au nord.
Les principaux cours d'eau sont :
- Fleuves :
  - l'Orne, qui prend sa source à Aunou-sur-Orne avant de traverser le Calvados et de se jeter dans la Manche[4],
  - la Dives,
  - la Touques ;
- Rivières :
  - l'Huisne,
  - la Mayenne,
  - la Sarthe,
  - la Risle,
  - la Rouvre,
  - l'Udon,
  - la Varenne,
  - la Vée,
  - la Vère.

## Histoire
L'Orne est l'un des 83 départements français créés lors de la Révolution française, le 4 mars 1790 en application de la loi du 22 décembre 1789. La majeure partie de son territoire correspond à une partie de l'ancien duché de Normandie et du duché d'Alençon, sa partie sud-est provient cependant du comté du Perche.
Après la victoire des coalisés à la bataille de Waterloo en Belgique (18 juin 1815), le département est occupé par les troupes prussiennes de juin 1815 à novembre 1818 (cf. occupation de la France à la fin du Premier Empire).

### Héraldique
| Orne | Coupé : au premier de gueules aux deux léopards d’or, au second d’azur aux trois fleurs de lys d’or brisé d’une bordure de gueules chargée de huit besants d’argent. |

Ce blason n'est qu'une proposition, le département n'ayant pas officiellement adopté de blason. Il reprend les armes de la Normandie dans sa partie supérieure et celles des ducs d'Alençon dans sa partie inférieure. Il a été proposé par l'héraldiste Robert Louis en 1950.

## Politique et administration

### Tendances politiques
Département conservateur, il est dominé par le vote rural. C'est une terre de tradition gaulliste. Mais, suivant les tendances politiques du reste de la région Basse-Normandie, les plus grandes villes du département prennent peu à peu une étiquette socialiste. Aux élections municipales de 2008, Alençon et La Ferté Macé ont élu un maire socialiste, à l'instar des villes de Flers et d'Argentan où la gauche est déjà présente depuis longtemps. Les cantons de ces villes prennent également progressivement une couleur rose, et constitue généralement l'opposition au conseil général.
Les trois députés de l'Orne sont renouvelés lors des législatives de 2012, alors que la gauche obtient un score historique en enlevant deux des trois circonscriptions, quand la droite les détenait toutes depuis 1993. Candidat pour la quatrième fois, le maire d'Alençon Joaquim Pueyo est le premier socialiste à conquérir la première circonscription, à droite depuis 1958, aidé par la vague rose et la division de la droite locale, tandis que le divers gauche Yves Goasdoué reprend la troisième circonscription que représentait Michel Lambert dont il était attaché parlementaire avant la victoire d'Hubert et Sylvia Bassot. Dans la deuxième circonscription l'UMP Véronique Louwagie succède à Jean-Claude Lenoir.

### Découpage administratif

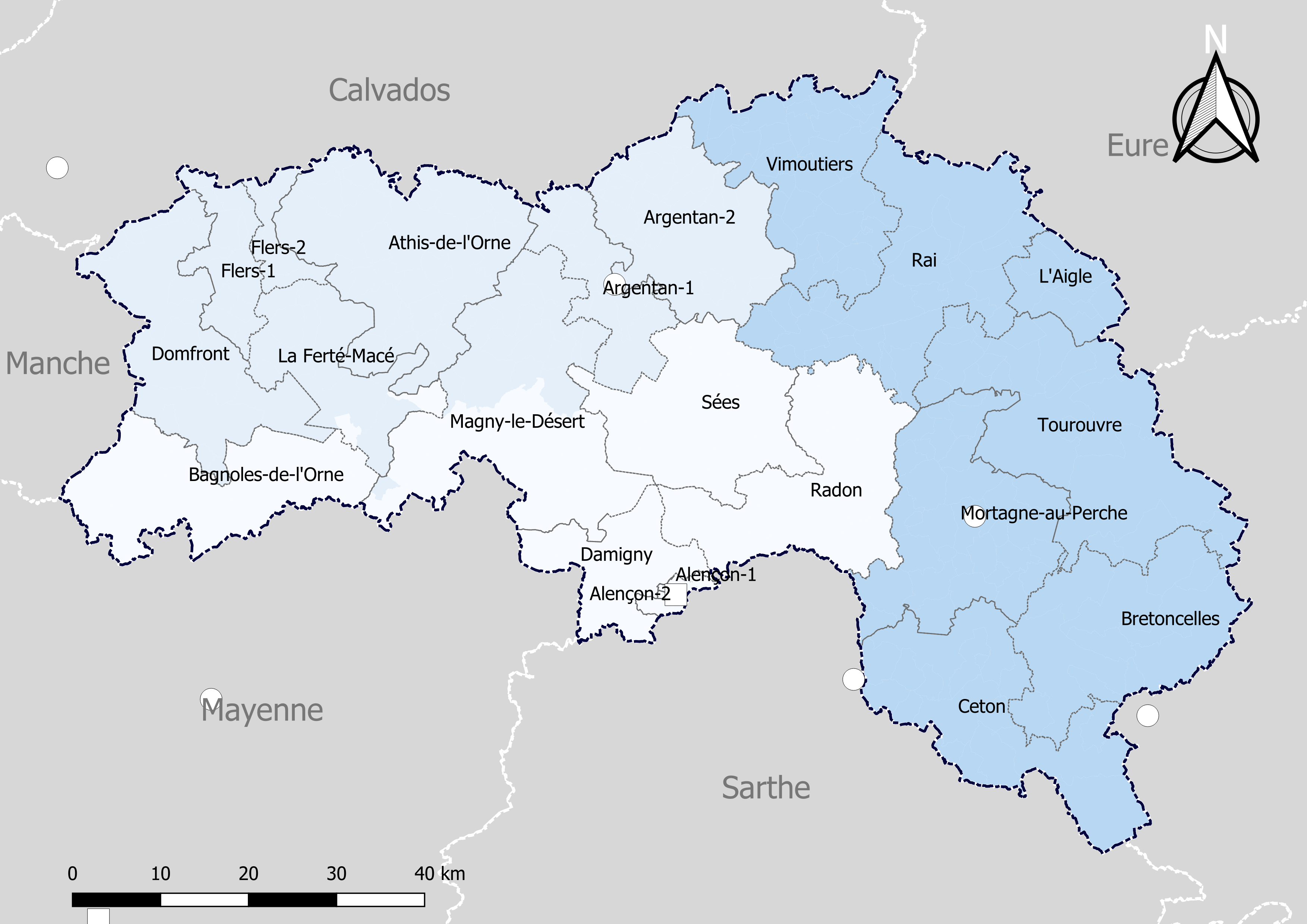
Carte des arrondissements et des cantons de l'Orne

L'Orne compte 3 arrondissements, 21 cantons et 385 communes.
- L'arrondissement d'Alençon s'étend sur le Sud et le Sud-Ouest du département. Il est organisé autour d'Alençon et de la partie méridionale de l'ancien arrondissement de Domfront supprimé en 1926. Il comprend 111 communes pour une superficie de 1 548,8 km2, ce qui en fait le plus petit des trois arrondissements. En 2017, il comptait 86 365 habitants.
- L'arrondissement d'Argentan s'étend sur le Nord et le Nord-Ouest du département. Il est organisé autour d'Argentan et de la partie septentrionale de l'ancien arrondissement de Domfront. C'est le plus peuplé des trois arrondissements avec 123 communes pour une superficie de 1 904,1 km2. En 2017, il comptait 109 615 habitants.
- L'arrondissement de Mortagne-au-Perche s'étend sur la partie percheronne du département, dans le Sud-Est, ainsi que sur l'agglomération de L'Aigle. Il comprend 151 communes pour une superficie de 2 650,8 km2. En 2017, il comptait 87 392 habitants. En 1926, à la suite du décret Poincaré, il fut supprimé en même temps que l'arrondissement de Domfront. Ses cantons avaient alors été répartis entre les arrondissements d'Alençon et d'Argentan ; il a été restauré en 1942.

### Circonscriptions législatives
L'Orne compte trois circonscriptions législatives issues du découpage électoral de 1986. Le département n'a pas été affecté par le redécoupage de 2010.
- La première circonscription (d'Alençon) correspond au territoire de l'arrondissement d'Alençon. Pour la première fois dans la Ve République, cette circonscription a basculé à gauche lors de l'élection législative de 2012.
- La deuxième circonscription (de Mortagne-au-Perche) correspond au territoire de l'arrondissement de Mortagne-au-Perche plus les cantons de La Ferté-Frênel, Gacé, Le Merlerault et Vimoutiers de l'arrondissement d'Argentan. C'est une circonscription rurale qui a sans discontinuer envoyé un député de droite depuis le début de la Ve République.
- La troisième circonscription (d'Argentan-Flers) correspond au territoire de l'arrondissement d'Argentan moins les cantons de La Ferté-Frênel, Gacé, Le Merlerault et Vimoutiers intégrés dans la deuxième circonscription. C'est une circonscription davantage sensible au vote urbain qui a déjà élu un député socialiste entre 1981 et 1993, puis à nouveau en 2012.

### Sénateurs
L'Orne dispose de deux sièges au Sénat et ses sénateurs appartiennent à la « série 1 » selon le fonctionnement des élections sénatoriales.
Les deux sénateurs élus en 2011, sont : Nathalie Goulet (SE) et Jean-Claude Lenoir (UMP).
Le 24 septembre 2017 Nathalie Goulet a été réélue et Sébastien Leroux élu. L'élection de ce dernier a été annulé par une décision du conseil constitutionnel du 13 avril 2018.

### Conseil départemental
Le conseil départemental de l'Orne est composé de 40 sièges et a toujours été dominé par la droite depuis le début de la Ve République, notamment en raison de la surreprésentation des cantons ruraux proportionnellement à leur démographie, en plus d'un électorat généralement ancré à droite. À titre d'exemple, le canton de Courtomer, rural, comptait 3 051 habitants en 2010, contre 14 095 habitants pour le canton d'Alençon-2 la même année.
Depuis les élections cantonales de 2011, l'assemblée départementale dispose d'une majorité de 30 sièges (droite) et d'une opposition de 10 sièges (gauche). Schématiquement, les conseillers généraux de la majorité sont issus des cantons ruraux, et les conseillers généraux de l'opposition sont issus des principales villes ornaises.
Depuis le 3 mars 2017, le président du conseil général est Christophe de Balorre à la suite de la démission d'Alain Lambert.

### Conseil régional
L'Orne dispose de 9 sièges sur les 47 que compte le conseil régional de Basse-Normandie. D'après l'élection régionale de 2010, les neuf sièges ornais sont ainsi répartis :
- 3 sièges pour le groupe socialiste, dont celui de Laurent Beauvais, le président du conseil régional ;
- 2 sièges pour le groupe Europe Écologie ;
- 1 siège pour le groupe communiste ;
- 1 siège pour le groupe centriste ;
- 2 sièges pour le groupe Union pour un mouvement populaire.

## Économie

### Tourisme
Le département comporte un village parmi Les Plus Beaux Villages de France : Saint-Céneri-le-Gérei.
L'Orne possède un potentiel touristique assez remarquable du fait de plusieurs causes :
- Tourisme vert : L'Orne, peu polluée et restée très verte, a su conserver ses espaces naturels et forêts : forêt d'Andaine, forêt d'Écouves, etc. Ainsi, une bonne partie du territoire ornais se retrouve couvert par deux parcs naturels régionaux : celui de Normandie-Maine et celui du Perche. La Suisse normande, dans le nord, et les Alpes mancelles, dans le sud, offrent des sites assez majestueux grâce aux rivières de l'Orne pour la Suisse normande et de la Sarthe pour les Alpes mancelles qui décrivent d'indolents méandres creusant des vallées et des montagnes (d'où les surnoms de « Suisse » et de « Alpes »).
- Tourisme culturel, notamment grâce à la gastronomie normande avec le fameux camembert de Normandie, ou encore le boudin noir de Mortagne-au-Perche ou bien les spécialités tripières locales (tripes en brochette de La Ferté-Macé). Les boissons, grâce aux fruits que produisent abondamment les vergers de Normandie (pommes, poires, etc.) sont représentatives de cette gastronomie : cidre, poiré, calvados… Mais le tourisme culturel se manifeste également par la visite au pays du cheval (haras du Pin) ; et aussi par ses édifices architecturaux (cathédrale Notre-Dame de Sées, château d'O, château de Carrouges, château de Domfront, observatoire astronomique d'Hesloup…).
- Thermalisme : la station thermale de Bagnoles-de-l'Orne soigne les troubles veineux, rhumatologiques et gynécologiques.

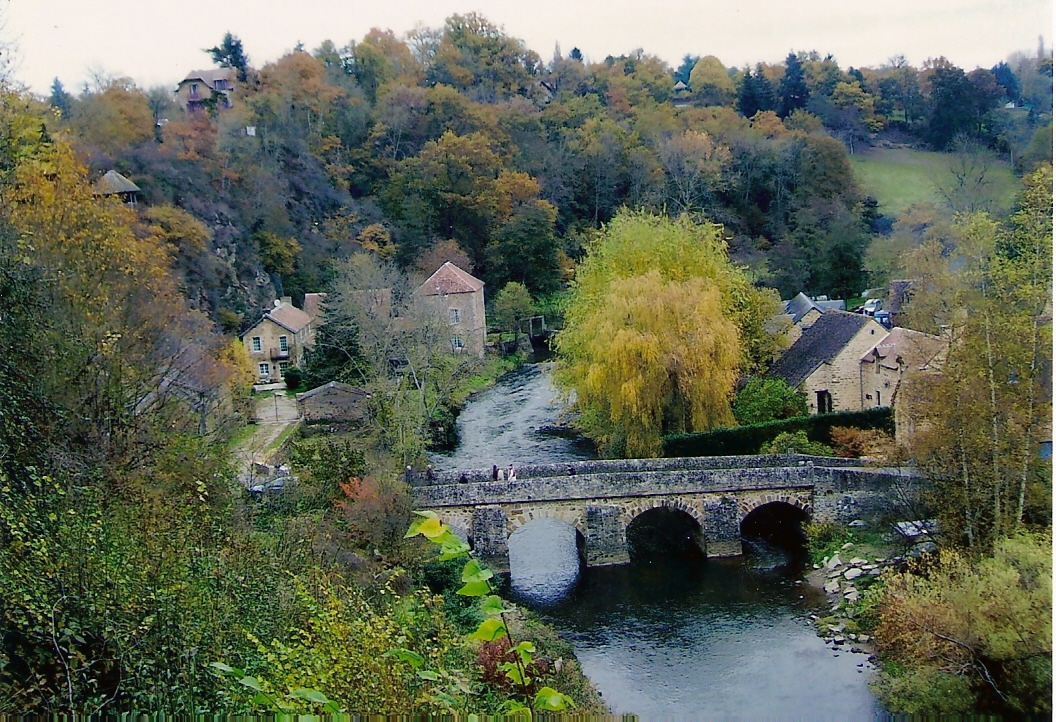
Saint-Céneri-le-Gérei, un des plus beaux villages de France.
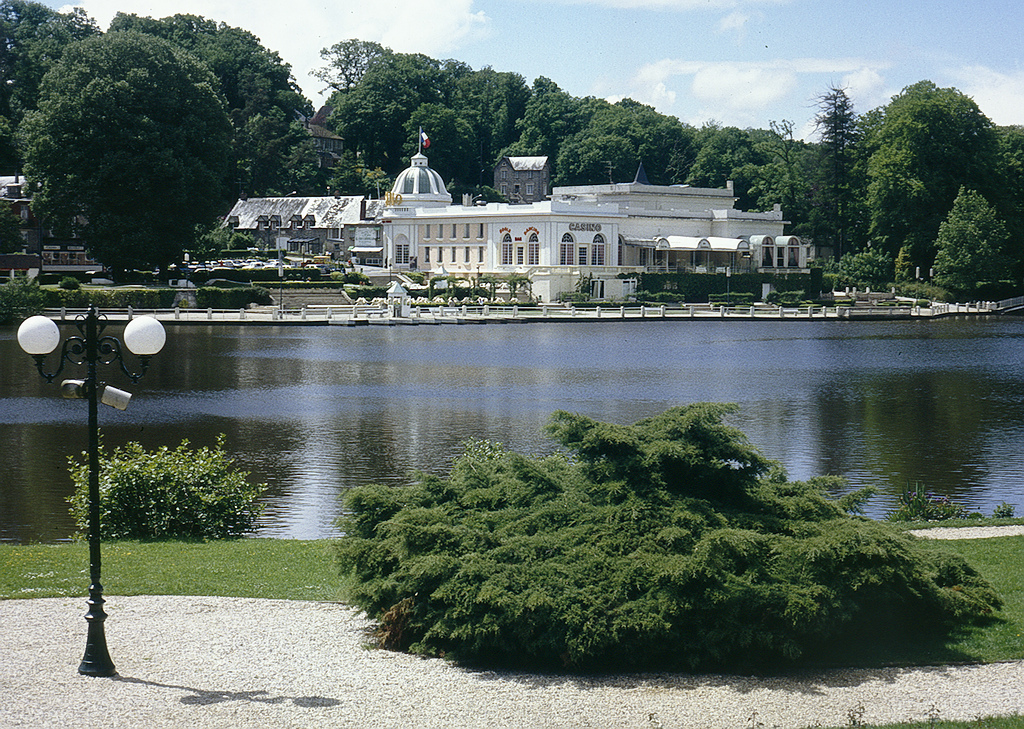
Lac de Bagnoles-de-l'Orne.
Colombages à Domfront.
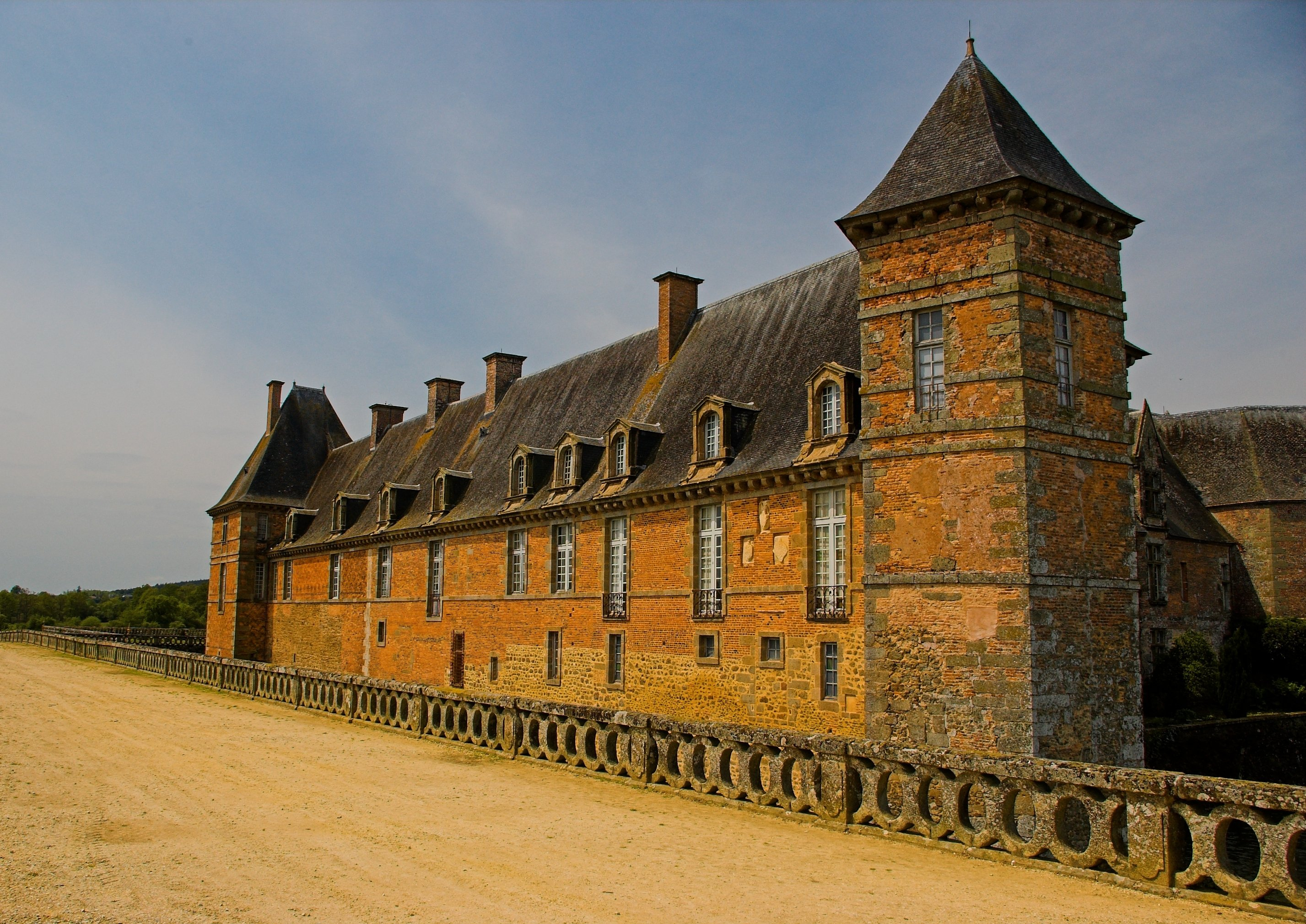
Château de Carrouges.

Du fait de la proximité avec Paris, l'Orne accueille également un certain nombre de Parisiens qui ont une résidence secondaire, surtout dans la région du Perche, ou bien dans la région de Bagnoles-de-l'Orne.
Selon le recensement général de la population du 1er janvier 2008, 10,9 % des logements disponibles dans le département étaient des résidences secondaires.
Ce tableau indique les principales communes de l'Orne dont les résidences secondaires et occasionnelles dépassent 10 % des logements totaux en 2008 :
| Commune            | Population SDC | Nombre de logements | Rés. secondaires | % Rés. secondaires |
| ------------------ | -------------- | ------------------- | ---------------- | ------------------ |
| Bagnoles-de-l'Orne | 2 502          | 2 838               | 1 477            | 52,05 %            |
| Bretoncelles       | 1 415          | 876                 | 193              | 22,05 %            |
| Ceaucé             | 1 217          | 820                 | 168              | 20,53 %            |
| Longny-au-Perche   | 1 628          | 984                 | 193              | 19,59 %            |
| Tourouvre          | 1 642          | 954                 | 145              | 15,19 %            |

Sources :
- Source INSEE, chiffres au 01/01/2008.

## Population et société

### Démographie
Les habitants de l'Orne sont les Ornais et les Ornaises.
Le département de l'Orne est essentiellement rural. Avec une densité de population de 45,2 hab./km2 en 2022, l'Orne se place bien en dessous de la moyenne nationale (107,1 hab./km2). Les zones les plus densément peuplées sont autour des villes (moyennes) d'Alençon, de Flers et d'Argentan, les trois villes dépassant les 10 000 habitants. À l'inverse les zones très peu peuplées se situe dans les cantons de Carrouges, Courtomer, Exmes.
La population diminue depuis de nombreuses années, malgré une relative stagnation depuis 1999, autour des 293 000 habitants. En 2017, la population connaît un nouveau déclin avec 282 516 habitants dû aux déficits naturel et migratoire. On est loin du début du XIXe siècle où la population atteignait les 443 000 habitants. Depuis ces années, après l'exode rural vers de plus grandes villes, la population a atteint le seuil minimum des 270 000 habitants avant la Seconde Guerre mondiale. Puis le baby-boom a fait augmenter la population, pour stagner plusieurs années de suite mais de nouveau décliner aujourd'hui.
| 1791 | 1801    | 1806    | 1821    | 1826    | 1831    | 1836    | 1841    | 1846    |
| ---- | ------- | ------- | ------- | ------- | ------- | ------- | ------- | ------- |
| -    | 395 738 | 424 669 | 422 884 | 434 379 | 441 881 | 443 688 | 442 072 | 442 107 |

| 1851    | 1856    | 1861    | 1866    | 1872    | 1876    | 1881    | 1886    | 1891    |
| ------- | ------- | ------- | ------- | ------- | ------- | ------- | ------- | ------- |
| 439 884 | 430 127 | 423 350 | 414 618 | 398 250 | 392 526 | 376 126 | 367 248 | 354 387 |

| 1896    | 1901    | 1906    | 1911    | 1921    | 1926    | 1931    | 1936    | 1946    |
| ------- | ------- | ------- | ------- | ------- | ------- | ------- | ------- | ------- |
| 339 162 | 326 952 | 315 993 | 307 433 | 274 814 | 277 637 | 273 717 | 269 331 | 273 181 |

| 1954    | 1962    | 1968    | 1975    | 1982    | 1990    | 1999    | 2006    | 2011    |
| ------- | ------- | ------- | ------- | ------- | ------- | ------- | ------- | ------- |
| 274 862 | 280 549 | 288 524 | 293 523 | 295 472 | 293 204 | 292 337 | 292 879 | 290 891 |

| 2016    | 2021    | 2022    | - | - | - | - | - | - |
| ------- | ------- | ------- | - | - | - | - | - | - |
| 285 308 | 276 973 | 276 144 | - | - | - | - | - | - |

### Communes les plus peuplées
| Nom                           | Code Insee | Intercommunalité                       | Superficie (km2) | Population (dernière pop. légale) | Densité (hab./km2) | Modifier                                    |
| ----------------------------- | ---------- | -------------------------------------- | ---------------- | --------------------------------- | ------------------ | ------------------------------------------- |
| Alençon                       | 61001      | CU d'Alençon                           | 10,68            | 25 667 (2022)                     | 2 403              | modifier les données · modifier les données |
| Flers                         | 61169      | CA Flers Agglo                         | 21,15            | 14 308 (2022)                     | 677                | modifier les données · modifier les données |
| Argentan                      | 61006      | CC Terres d'Argentan Interco           | 18,18            | 13 494 (2022)                     | 742                | modifier les données · modifier les données |
| L'Aigle                       | 61214      | CC des Pays de L'Aigle                 | 18,02            | 7 771 (2022)                      | 431                | modifier les données · modifier les données |
| La Ferté Macé                 | 61168      | CA Flers Agglo                         | 31,86            | 5 095 (2022)                      | 160                | modifier les données · modifier les données |
| Tinchebray-Bocage             | 61486      | CC Domfront Tinchebray Interco         | 90,88            | 4 850 (2022)                      | 53                 | modifier les données · modifier les données |
| Athis-Val de Rouvre           | 61007      | CA Flers Agglo                         | 76,74            | 4 208 (2022)                      | 55                 | modifier les données · modifier les données |
| Sées                          | 61464      | CC des Sources de l'Orne               | 40,31            | 4 182 (2022)                      | 104                | modifier les données · modifier les données |
| Domfront en Poiraie           | 61145      | CC Domfront Tinchebray Interco         | 65,49            | 4 131 (2022)                      | 63                 | modifier les données · modifier les données |
| Mortagne-au-Perche            | 61293      | CC du Pays de Mortagne au Perche       | 8,60             | 3 857 (2022)                      | 448                | modifier les données · modifier les données |
| Saint-Germain-du-Corbéis      | 61397      | CU d'Alençon                           | 7,52             | 3 648 (2022)                      | 485                | modifier les données · modifier les données |
| Gouffern en Auge              | 61474      | CC Terres d'Argentan Interco           | 165,79           | 3 644 (2022)                      | 22                 | modifier les données · modifier les données |
| Val-au-Perche                 | 61484      | CC des Collines du Perche Normand      | 63,26            | 3 324 (2022)                      | 53                 | modifier les données · modifier les données |
| Saint-Georges-des-Groseillers | 61391      | CA Flers Agglo                         | 7,06             | 3 169 (2022)                      | 449                | modifier les données · modifier les données |
| Vimoutiers                    | 61508      | CC des Vallées d'Auge et du Merlerault | 16,15            | 3 041 (2022)                      | 188                | modifier les données · modifier les données |

Il existe cinq aires urbaines dans le département de l'Orne :
- l'aire urbaine d'Alençon, qui déborde sur les départements de la Sarthe et de la Mayenne ;
- l'aire urbaine de Flers ;
- l'aire urbaine d'Argentan ;
- l'aire urbaine de L'Aigle ;
- l'aire urbaine de Nogent-le-Rotrou qui comprend quelques communes ornaises bien que la ville de Nogent-le-Rotrou soit située en Eure-et-Loir.

[Passage à actualiser]
| Aire urbaine                 | Population (1999) | Nb. communes | Espace urbain    | Superficie (km²) | Densité (hab./km²) |
| ---------------------------- | ----------------- | ------------ | ---------------- | ---------------- | ------------------ |
| Alençon partie Orne          | 64 978 50 299     | 54 30        | Alençon–Argentan | 584,69 309,32    | 111 163            |
| Flers                        | 34 836            | 23           | Flers–Vire       | 219,77           | 159                |
| Argentan                     | 27 387            | 37           | Alençon–Argentan | 380,61           | 72                 |
| L'Aigle                      | 20 043            | 21           | L'Aigle          | 266,38           | 75                 |
| Nogent-le-Rotrou partie Orne | 20 456 5 009      | 17 8         | Nogent-le-Rotrou | 244,08 119,95    | 84 42              |

## Transport

### Routes et autoroutes
Deux autoroutes et une route nationale traversent le département de l'Orne :
- L'A28 relie le Nord de la France et notamment Calais et le port du Havre à Tours où elle rejoint l'A10 vers Bordeaux et la péninsule ibérique. C'est un axe majeur dans les échanges entre le Nord et le Sud de la France en évitant l'agglomération parisienne (grand contournement de Paris). Cette autoroute traverse l'Orne selon un axe nord/sud entre Rouen et Le Mans. Elle dessert le département au niveau des villes d'Alençon, de Sées et de Gacé, et a été mise en service en 2005 (section Alençon - Le Mans en 2001).
- L'A88 est une autoroute bas-normande qui relie Caen à l'A28 au niveau de Sées. Cet axe permet de raccorder la région caennaise et le port de Cherbourg à l'A28 vers le Sud de la France. Cette autoroute dessert Argentan et Sées.
- La N 12 est un axe reliant Paris à Brest par Rennes. Elle passe par Mortagne-au-Perche et Alençon, où elle croise l'A28. C'est la seule route nationale qui reste dans le département à la suite des déclassements successifs de 1972 et 2006. À terme, il est prévu que l'intégralité du parcours entre Paris et Alençon soit à 2×2 voies. Dans l'Orne, la section de Mortagne-au-Perche à Alençon est aux normes autoroutières, et la fin des travaux pour la mise à 2×2 voies de la déviation nord d'Alençon est prévue pour l'été 2013[17].

Le autres axes importants du département sont :
- La D 924 (N 24bis avant 1972) entre Argentan et Flers, dont certaines portions sont à 2×2 voies ou en travaux afin de l'être[18],[19] ;
- La D 926 (N 26 entre 1972 et 2006, N 24bis avant 1972), reliant Argentan à la N12 vers Paris ;
- La D 962 (N 162 avant 1972), reliant Caen à Angers, traverse l'ouest du département en passant par Flers et Domfront ;
- La D 976 (N 176 avant 2006), naissant de la N 12 vers Le Mont-Saint-Michel et Saint-Malo, en passant par Domfront ;
- La D 438 (N 138 avant 2006), reliant Rouen à Tours et doublée par l'A28 ;
- La D 958 (N 158 avant 2006), naissant de la D 438 à Sées vers Caen, doublée par l'A88 ;
- La D 923 (N 23 avant 2006), entre Chartres et Le Mans, doublée par l'A11.

### Voies ferrées

Réseau ferré de l'Orne.

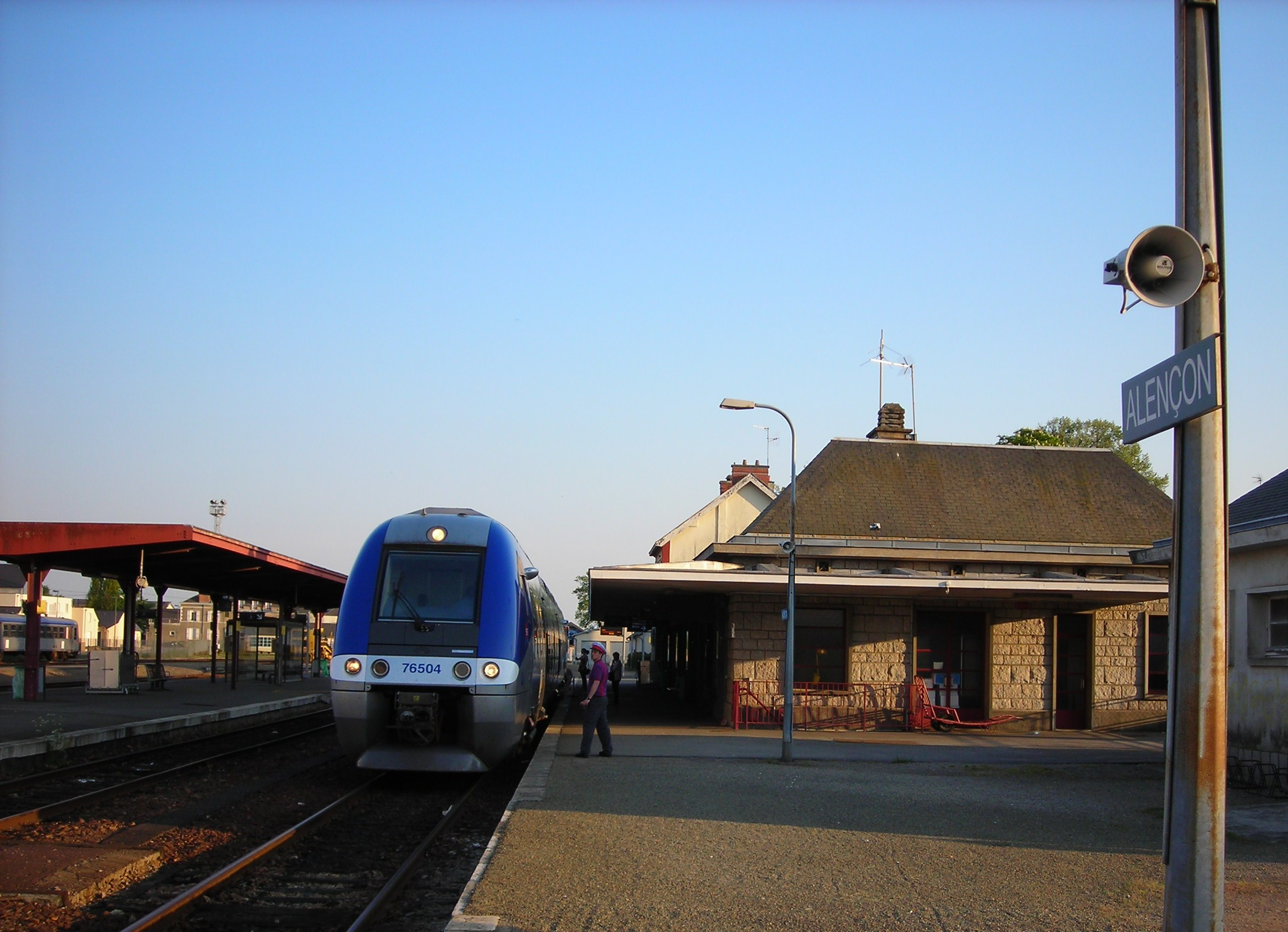
Les TER forment l'essentiel du trafic de la ligne de Caen à Tours (ici en gare d'Alençon).

Trois lignes ferroviaires traversent le département de l'Orne.
- La ligne de Paris à Granville est une radiale d'importance secondaire reliant la capitale au sud de la Basse-Normandie selon un axe est/ouest. Elle traverse l'Orne dans sa longueur et dessert les villes de L'Aigle, Argentan et Flers. C'est le principal axe ferroviaire reliant l'Orne à Paris. Cinq allers-retours quotidiens sont assurés par des trains Intercités entre Paris et Granville. Deux allers-retours supplémentaires entre Paris et Argentan sont assurés par des trains express régionaux, ces trains desservent L'Aigle et Argentan. Cette ligne n'est pas électrifiée (sauf entre Paris et Dreux). Originellement à double voie, certaines portions entre Argentan et Granville ont été réduites à voie unique lors de sa modernisation entre 1994 et 1999.
- La ligne de Caen à Tours est une transversale nord/sud reliant les villes de Caen, Alençon, Le Mans et Tours. Elle dessert Argentan et Alençon et permet de connecter ces villes aux métropoles régionales que sont Caen et Le Mans, et également au pôle TGV de la gare du Mans. C'est une ligne à double voie non électrifiée. Trois allers-retours quotidiens entre Caen et Tours sont assurés par des trains Intercités ; cependant cette ligne est surtout parcourue par des trains express régionaux entre Caen et Le Mans, Caen et Alençon, ou encore Alençon et Le Mans. Cela porte ainsi le nombre d'allers-retours quotidiens à 13 entre Alençon et Le Mans, et 8 entre Argentan et Caen.
- La ligne de Paris-Montparnasse à Brest traverse la pointe sud-est du département et offre des relations entre Paris et Le Mans par voie classique (service régionaux du TER Centre-Val de Loire). C'est une ligne électrifiée à double voie.

Les deux premières lignes représentent à elles seules à la quasi-totalité du réseau ferré ornais. Elles forment un tronc commun d'une dizaine de kilomètres au centre du département entre les gares d'Argentan et de Surdon.
Au total, l'Orne compte sept gares et huit haltes ferroviaires (voir liste des gares de l'Orne).

### Réseaux interurbains

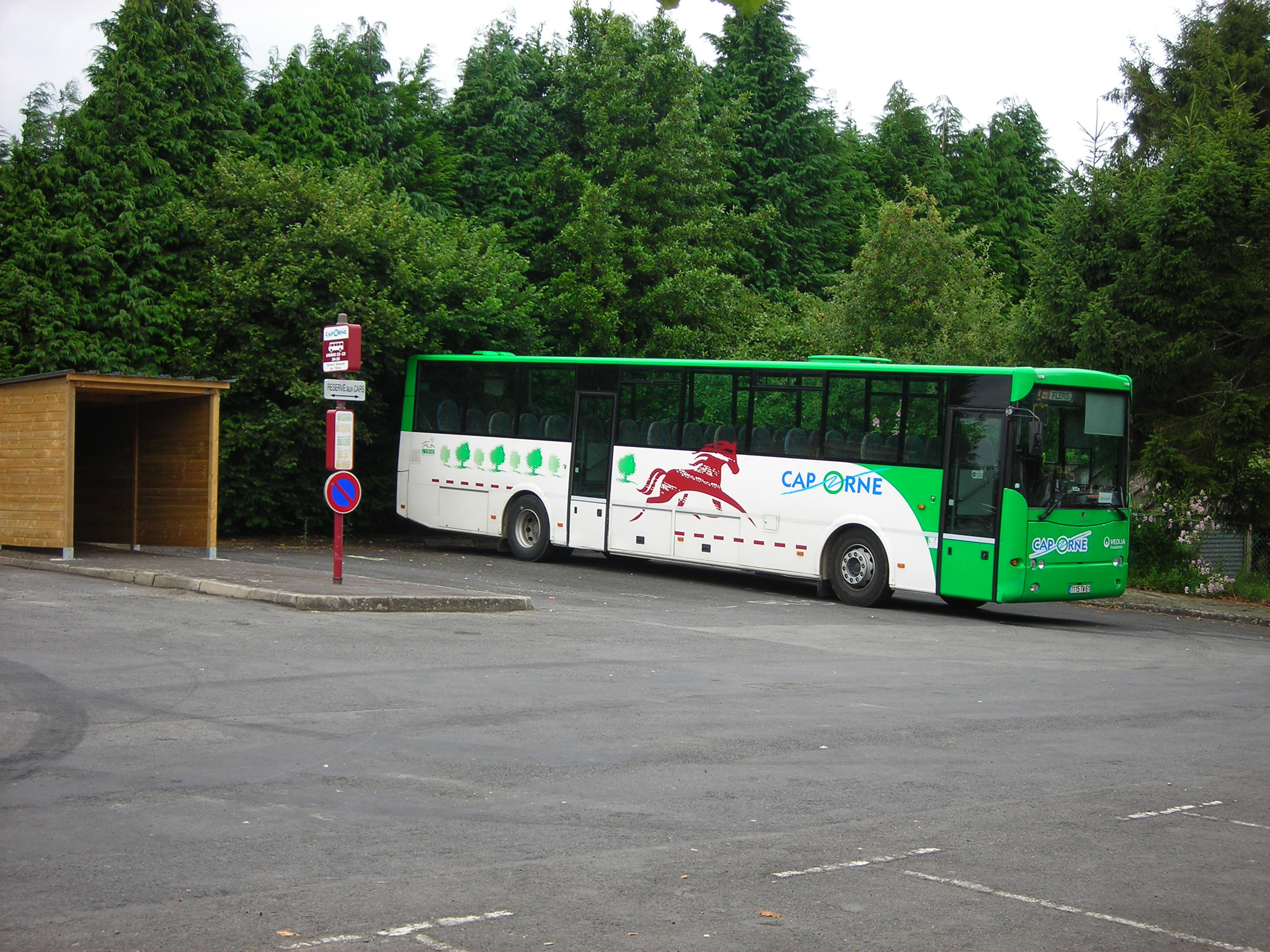
Un bus aux couleurs du réseau Cap'Orne.

Deux réseaux de transports en commun permettent des déplacements interurbains dans l'Orne, mais comme la plupart des réseaux TER et des réseaux de bus départementaux en France, ils ne sont pas coordonnés entre eux.
- Le réseau TER Basse-Normandie comprend dix lignes dont quatre (lignes 2, 3, 6 et 7) desservent l'Orne et propose principalement des services ferroviaires. En plus de ceux-ci, deux lignes de bus TER existent dans le département. La première (correspondant à la ligne 6) permet une connexion des villes de La Ferté Macé et Bagnoles-de-l'Orne à la ligne de Paris à Granville en reliant ces villes à la gare de Briouze ou la gare d'Argentan suivant les correspondances ; ce service a été mis en place lors de la fermeture de la ligne Briouze - Bagnoles-de-l'Orne au trafic voyageurs, et devant la volonté de maintenir un transport public entre Paris et la station thermale. L'autre ligne (intégrée à la ligne 2) est un doublement de la ligne de Paris à Granville entre Argentan et Flers via Écouché, Fromentel, Briouze et Bellou-en-Houlme.
- Le réseau de bus Cap'Orne est le service de bus interurbain géré par le conseil général de l'Orne et comprend 24 lignes régulières. Il n'y a pas de lignes de bus entre les villes qui sont déjà reliées entre elles par le train. Un tarif unique à 2 € quel que soit le voyage a été mis en place par le conseil général. Bien que le réseau Cap'Orne soit accessible à tous, les horaires des bus sont rythmés par les horaires scolaires ; il n'y a pas de service le samedi après-midi, le dimanche et lors des vacances scolaires. Finalement, c'est un réseau principalement affecté au transport scolaire. Près d'1,7 million de voyages sont effectués chaque année par le réseau Cap'Orne, soit une fréquentation d'environ 4 500 passagers par jour[20].

### Réseaux urbains

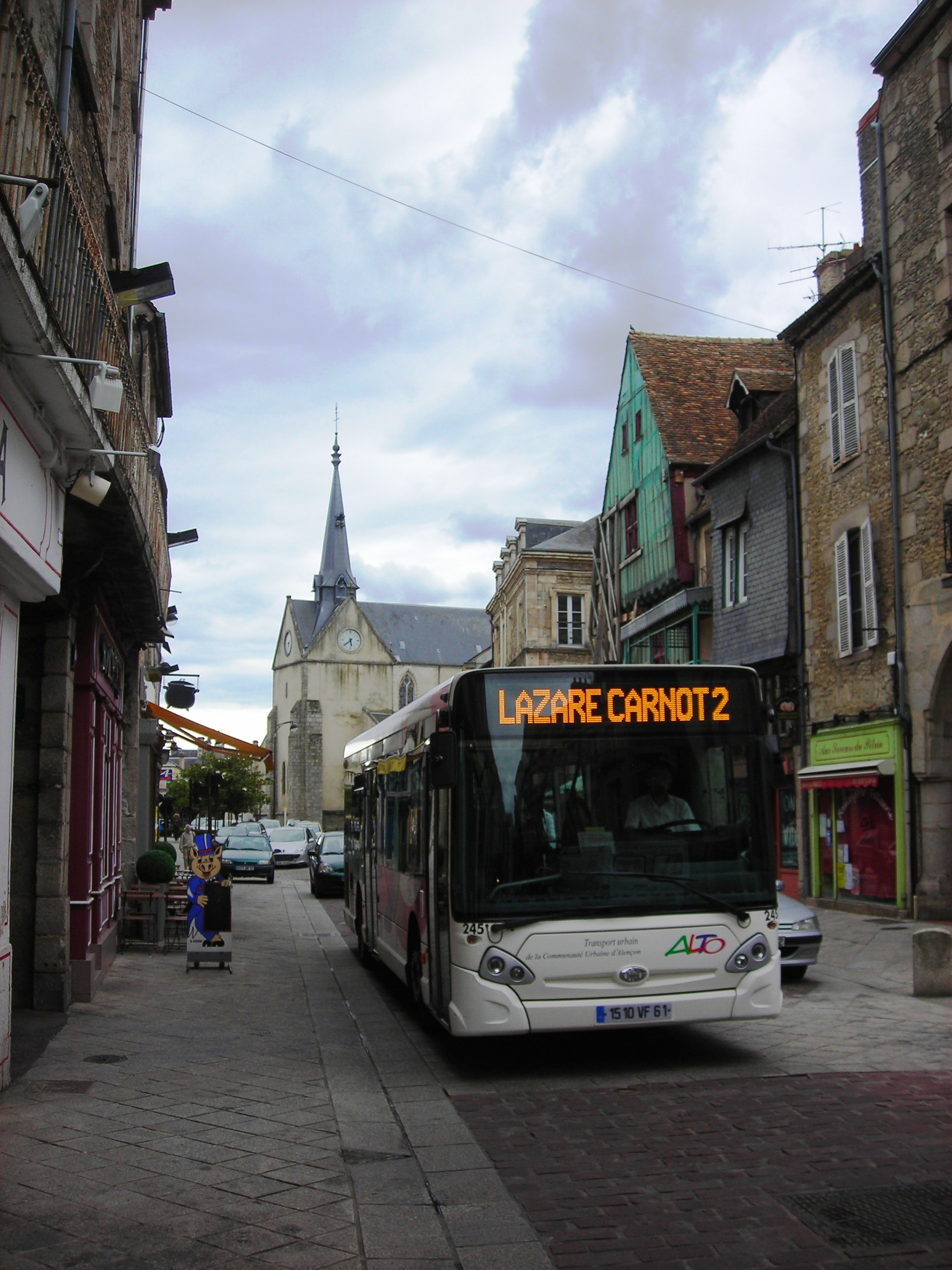
Un bus du réseau urbain d'Alençon.

Les trois plus grandes villes ornaises, ainsi que la station thermale de Bagnoles-de-l'Orne, disposent de réseaux de bus urbains :
- à Alençon, le réseau de bus Alto est composé de trois lignes régulières et de 7 lignes à la demande. Il dessert l'ensemble des communes de la communauté urbaine d'Alençon et a réalisé 1 600 000 voyages en 2011, soit une fréquentation moyenne de 4 380 voyageurs par jour[21] ;
- à Argentan, le réseau de bus Argentan Bus est composé de quatre lignes régulières ;
- à Flers, le réseau de bus Némus est composé de trois lignes régulières et d'une ligne à la demande.

### Aéroports
L'Orne compte six aérodromes :
- l'aérodrome de L'Aigle - Saint-Michel ;
- l'aérodrome d'Alençon - Valframbert ;
- l'aérodrome d'Argentan ;
- l'aérodrome de Bagnoles-de-l'Orne - Couterne ;
- l'aérodrome de Flers - Saint-Paul ;
- l'aérodrome de Mortagne-au-Perche ;

## Culture

### Filière équine
L'Orne est réputée pour ses élevages de chevaux. Elle est le premier département français en termes d'élevage de trotteurs.

### Gastronomie
- le camembert,
- le pommeau,

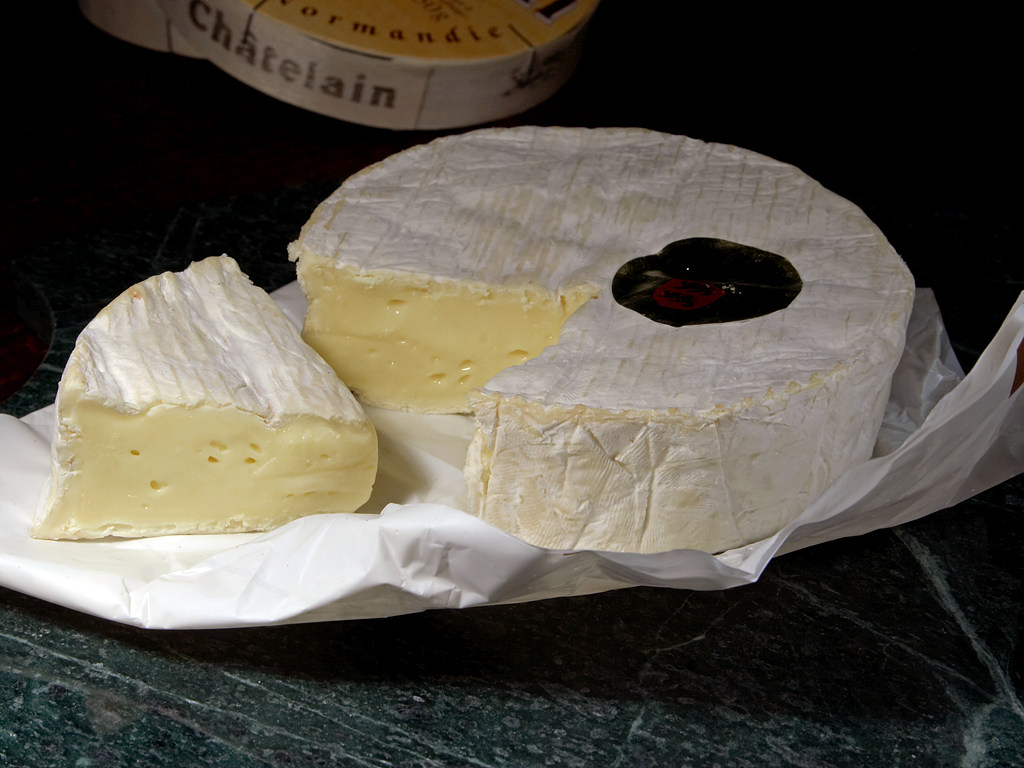
Le camembert de Normandie.

- le poiré (AOC dans le Domfrontais),
- Le cidre,
- le calvados,
- la crème crue,
- les tripes en brochette de La Ferté-Macé,
- les tripes à la mode de Longny,
- le longnycien, gâteau alcoolisé,
- le bourdelot,
- le boudin noir de Mortagne-au-Perche,
- le boudin blanc d'Essay,
- l'andouillette d'Alençon,
- le cervelas de L'Aigle,
- les becs de Flers (pâtisserie),
- les sablés de l'abbaye (Lonlay-l'Abbaye).

### Monuments historiques

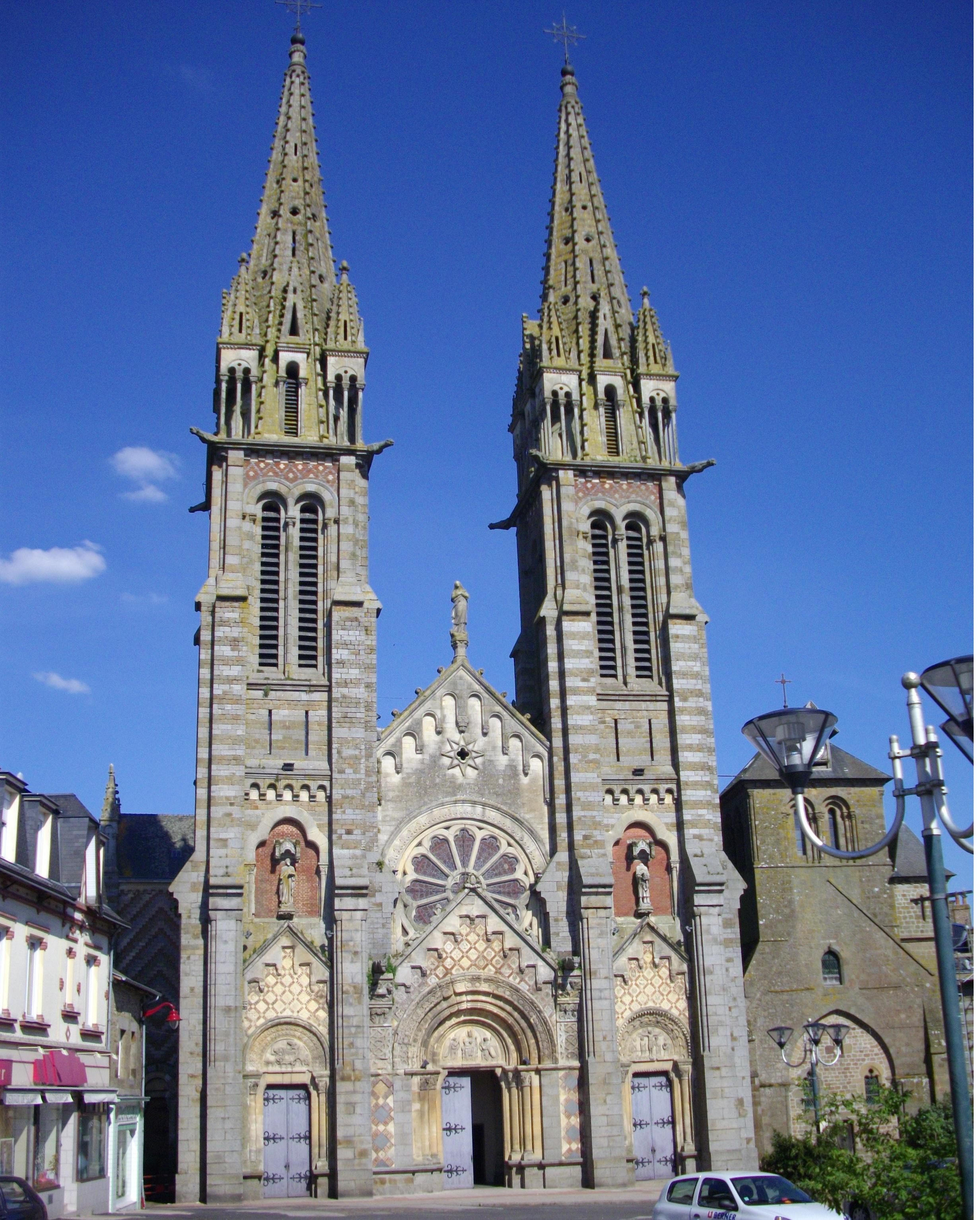
Église Notre-Dame de La Ferté Macé.

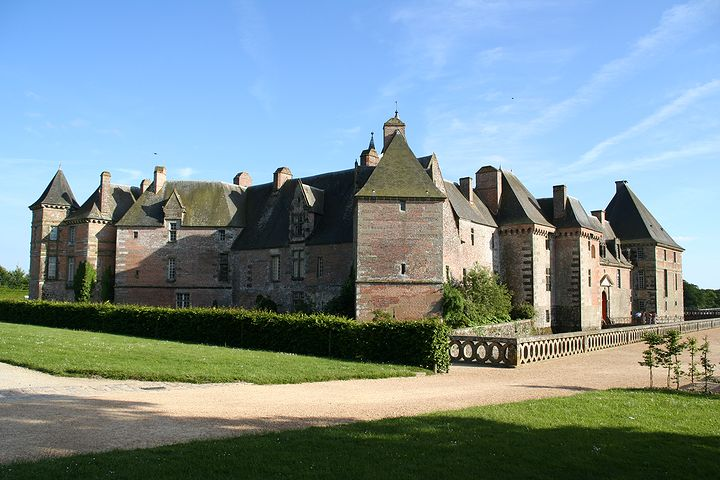
Le château de Carrouges.

Liste des monuments historiques de l'Orne
- Cathédrale Notre-Dame de Sées,
- Haras national du Pin,
- Château d'O,
- Basilique Notre-Dame de Montligeon,
- Église Notre-Dame-sur-l'Eau, Domfront (XIe siècle),
- Fresques « syro-coptes » du Monastère Orthodoxe de Chandai,
- Château de Flers
- Forge du Champ-de-la-Pierre,
- Parc, labyrinthe du Champ de la Pierre,
- Église, vitraux Le Champ de la Pierre,
- Château de Sassy,
- Château médiéval de Domfront,
- Château de Couterne,
- Château de La Ferté-Frênel,
- Château de Carrouges
- Camp de Bierre

### Patrimoine industriel

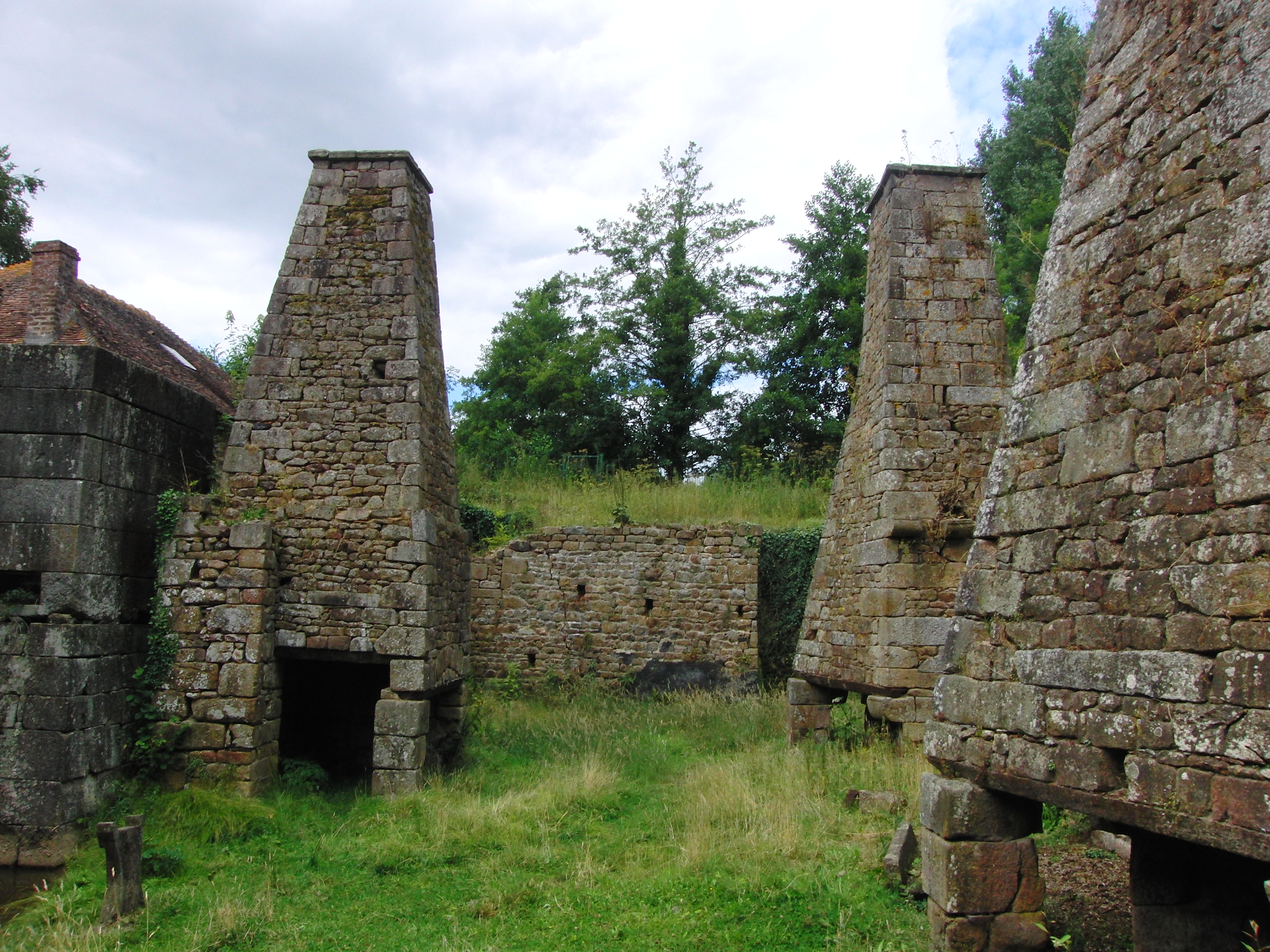
Forges de Varenne à Champsecret.

### Dentelles

### Religion
- Pour l'Église catholique romaine, le département de l'Orne correspond au diocèse de Séez qui compte 33 paroisses. Ce diocèse fait partie de la province ecclésiastique de Rouen.
- Pour l'Église syriaque orthodoxe antiochienne, le siège de sa Métropolie (archidiocèse pour la France et l'Afrique francophone) est situé dans le département à Chandai au monastère syriaque N-D de Miséricorde.
- Liste des abbayes de Normandie, anciennement.
- L'Église de Jésus-Christ des saints des derniers jours est représentée dans l'Orne avec la paroisse d'Alençon.

## Personnalités de l'Orne
- Historiens-Poètes-écrivains-journalistes
  - Orderic Vital (1075-1141), moine historien.
  - Alain Corbin (1936), historien.
  - Jean Vauquelin de La Fresnaye (1536-1606), poète.
  - Nicolas Vauquelin des Yveteaux, poète.
  - Gaultier-Garguille (v. 1582-1633), comédien et poète.
  - Rose Harel (1826-1885), poétesse.
  - Joseph Germain-Lacour (1860-1912), poète.
  - Paul Harel (1854-1927), poète.
  - Marie-Catherine de Villedieu (1632-1683), comédienne et écrivaine.
  - François Le Prévost d'Exmes (1729-1799), écrivain, dramaturge et critique littéraire.
  - Sophie Rostopchine, comtesse de Ségur (1799-1874), écrivain.
  - Jacques-René Hébert (1757-1794), journaliste révolutionnaire.
  - Chrétien-Siméon Le Prévost d'Iray (1768-1849), académicien français.
  - André Sylvane (1851-1932), auteur dramatique.
  - Charles Vérel (1857-1917), écrivain, historien et philosophe.
  - Remy de Gourmont (1858-1915), écrivain.
  - Émile-Auguste Chartier dit Alain (1868-1951), philosophe.
  - André Breton (1896-1966), écrivain, philosophe.
  - Michel Onfray (1959), philosophe.
  - Pierre-Jean Launay (1900-1982), écrivain, journaliste, prix Renaudot en 1938.
  - André Chéradame (1871-1948), journaliste et essayiste politique.
  - Jean-Marc Sylvestre (1946), journaliste économiste.
- Industriels-Inventeurs-Commerçants
  - Pierre-François Tubeuf (1730-1795), pionnier de l'industrie minière.
  - Nicolas-Jacques Conté (1755-1805), inventeur.
  - Joseph Lenoir-Dufresne (1768–1806), industriel du tissage.
  - Aristide Boucicaut (1810-1877), commerçant.
  - Louis-Guillaume Perreaux (1816-1889), inventeur.
- Personnages liés à l'histoire
  - Charlotte Corday (1768-1793), contre-révolutionnaire.
  - Louis de Frotté (1768-1795), chef de la chouannerie bas-normande.
  - Marie Harel (1791-1812), agricultrice qui serait l'inventrice du camembert, avec l'abbé Charles-Jean Bonvous.
  - Marie Duplessis (1824-1847), courtisane.
  - Auguste Chevalier (1873-1956), botaniste.
  - Sainte Thérèse de Lisieux (1873-1897), religieuse, docteur de l'Église.
- Avocats-Hommes politiques
  - Guy Mollet (1906-1975), homme politique.
  - Hubert d'Andigné (1917-2005), homme politique.
  - Alain Lambert (1946), homme politique.
  - Olivier Metzner (1949-2013), avocat.
  - Gérard Larcher (1949), homme politique, président du Sénat.
  - Léon de La Sicotière (1812-1889), avocat, homme politique et historien.
  - Albert de Balleroy (1828-1872), artiste-peintre et député.
  - Émile de Marcère (1828-1918), magistrat et homme politique.
- Compositeurs-Acteurs-Comédiens-Metteurs en scène-chanteurs
  - Paul Le Flem (1881-1984), compositeur.
  - Bill-Bocketts (1892-1961), acteur.
  - Roland Armontel (1901-1980), acteur.
  - Jean Gabin (1904-1976), acteur.
  - André Rouyer (1929-1994), acteur.
  - Michel Le Royer (1933), comédien et metteur en scène.
  - Anne Consigny (1963), comédienne.
  - Lorànt Deutsch (1975), acteur.
  - Daniel Balavoine (1952-198]), chanteur compositeur.
  - François Morel (1959), humoriste, acteur.
  - Orelsan (1982), chanteur rappeur.
- Artistes
  - Victor-Edmond Leharivel-Durocher (1816-1878), sculpteur.
  - André Jouault (1904-1987), artiste-peintre.
  - Jean Chaudeurge (1908-1968), graveur.
  - Jules-Clément Chaplain (1839-1909), graveur.
  - Charles Léandre (1862-1934), artiste-peintre et caricaturiste.
  - André Mare (1885-1932), architecte, artiste-peintre et décorateur.
  - Louis Forton (1879-1934), dessinateur.
  - Fernand Léger (1881-1955), artiste-peintre.
- Sportifs
  - Anthony Geslin (1980), coureur cycliste.
- Journalistes
  - Stéphane Guy (1970), commentateur et chroniqueur sportif.